# سلستیس
سلستیس (انگلیسی: Celestis) شرکت هوافضای آمریکایی است، که در سال ۱۹۹۴ توسط چارلز تافر تأسیس شد.